# Fidel Markus Wohlwend
Fidel Markus Wohlwend (24. dubna 1808 Feldkirch – 18. května 1883 Feldkirch) byl rakouský politik, v 2. polovině 19. století poslanec Říšské rady.

## Biografie
Jeho otec Josef Anton Wohlwend byl obchodníkem a magistrátním radou. Matkou byla Anna Maria rozená Hämmerle. Fidel Markus se roku 1834 oženil s Annou Marií Barbarou Katharinou rozenou Längle. Pár byl bezdětný, adoptoval Marii Winterovou. V letech 1819–1825 vychodil gymnázium ve Feldkirchu a pak působil jako statkář a továrník. V letech 1847–1850 a 1858–1861 byl starostou Feldkirchu a do roku 1869 členem obecního výboru.
Po obnovení ústavní vlády se zapojil i do vysoké politiky. Již v březnu 1860 byl povolán coby zástupce Vorarlberska do Rozmnožené Říšské rady coby poradního orgánu v době přechodu ke konstitučnímu vládnutí. Zasáhl do debat o lesnickém zákoně a o nastavení celní a valutové politiky. Podílel se i na poradách v Innsbrucku, na nichž se řešil nový zákon o obecní samosprávě a zemský status Tyrolska a Vorarlberska. Z jednání se ale později stáhl. V otázce ústavy podporoval menšinové stanovisko, které prosazovalo jednotný ústavní rámec pro celou monarchii, tedy bez autonomního postavení Uherska. Nepatřil mezi výrazné parlamentní řečníky, ale platil za odborníka a vlivného politika v některých jemu blízkých tématech.
Od roku 1861 byl poslancem Vorarlberského zemského sněmu. Zemský sněm ho roku 1861 delegoval i do Říšské rady (tehdy ještě volené nepřímo) za kurii venkovských obcí, obvod Feldkirch. K roku 1861 se uvádí jako statkář, bytem ve Feldkirchu. V letech 1861–1867 byl i členem zemského výboru.
Profiloval se jako příslušník německorakouské liberální levice (takzvaná Ústavní strana, liberálně a centralisticky orientovaná, odmítající federalistické aspirace neněmeckých etnik).